# Goetheplatz (Weimar)
Der Goetheplatz in Weimar ist eine Platzanlage, die einerseits Verkehrsknotenpunkt, andererseits Zugang zur Altstadt darstellt.

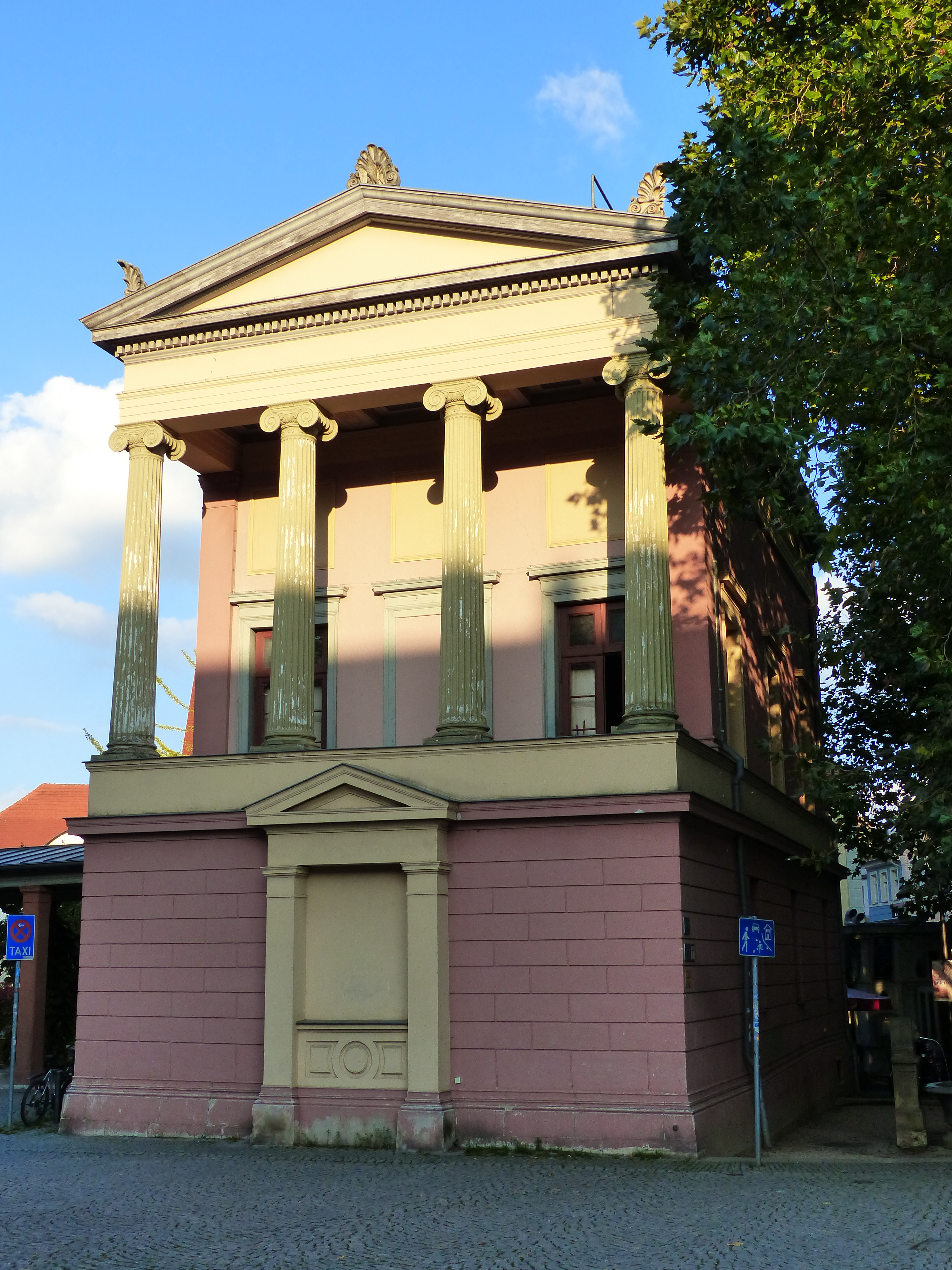
Lesemuseum am Goetheplatz

## Lage
Auf dem Goetheplatz kreuzen sich der Graben, der am Kasseturm beginnt, die Teile der alten Stadtbefestigung waren, die Schwanseestraße, die an der 1888 entstandenen Hauptpost bzw. der Bürgerschule Weimar und die Heinrich-Heine-Straße beginnt. Außerdem stoßen die Wielandstraße und die Geleitstraße auf ihn. Er befindet sich im Nordwesten der Weimarer Altstadt.

## Geschichte
Dieser Platz, wo sich der Rehmenteich befand, hieß einst Schweinsmarkt und war zudem eine Richtstätte unweit der mittelalterlichen Stadtmauern am Graben. Der Goetheplatz heißt seit 1945 so. Vorher hieß er Karlsplatz. Der Sockel des Denkmals des vormaligen Namensgebers, des Großherzogs Carl Alexander (Sachsen-Weimar-Eisenach), ist noch erhalten. Außer den Kasseturm befinden sich hier das Grand Hotel Russischer Hof von 1803, errichtet von Anton Georg Hauptmann, das Jugend- und Kulturzentrum „mon ami“, errichtet 1858/59 von Carl Heinrich Ferdinand Streichhan. Der wiederum errichtete auch im Auftrage von Großherzogin Maria Pawlowna das Lesemuseum mit dem Brunnen am Lesemuseum. Der Kasseturm ist über eine Pergola, die den Blick zur Kleine Teichgasse und damit zum Goethe-Pavillon des Palais Schardt freigibt, mit dem „mon ami“ verbunden.
Am Goetheplatz 1 befindet sich die Löwen-Apotheke. Für diese immer noch im Besitz der Familie Lüdde befindliche Apotheke erwarb von Theodor Lüdde die Rechte, auf dessen Initiative hin ab den 1880er Jahren an den Brunnen in der Innenstadt Hundetränkbecken angebracht wurden. In dieser Apotheke ist ein Löwe des Weimarer Bildhauers Walter Sachs installiert. Diese 1,20 m hohe Sitzstatue eines Löwen wurde 1993 aus Serpentin gefertigt.
Seit 2006 wird die Kunsthalle „Harry Graf Kessler“ am Goetheplatz 9b über das Stadtmuseum von der Stadtdirektion betrieben. Außerdem ist das Bienenmuseum dem Stadtmuseum angeschlossen. Goetheplatz 9a wiederum ist Sitz der Lokalredaktion der Thüringer Allgemeine.
Der gesamte Goetheplatz steht auf der Liste der Kulturdenkmale in Weimar (Sachgesamtheiten und Ensembles). Die erwähnten Gebäude wiederum stehen auf der Liste der Kulturdenkmale in Weimar (Einzeldenkmale).